# طرحة الجلال (القفر)

تعديل مصدري - تعديل

طرحة الجلال محلة تابعة لقرية المشاقب، التابعة لعزلة بني مهدى بمديرية القفر إحدى مديريات محافظة إب في الجمهورية اليمنية، بلغ تعداد سكانها 26 حسب تعداد اليمن لعام 2004.